# Reece Ushijima
Reece Ushijima (Laguna Hills, 13 gennaio 2003) è un pilota automobilistico giapponese naturalizzato statunitense.

## Carriera

### Kart e primi anni in monoposto
Ushijima debutta in karting al livello internazionale nel 2017 con il team Phil Giebler Racing partecipando alla SKUSA SuperNationals, nella serie corre contro Jak Crawford e Zane Maloney. Nel 2019 ha ottenuto i suoi miglior risultati, arriva secondo nella AKOC Asia e terzo nella finale di IAME Asia. Dalla fine del 2019 passa in monoposto, esordisce correndo negli ultimi due round della Formula Ford Winter Series dove ottiene una Pole position e un podio. Nel inverno dello stesso anno prendere parte alla MRF Challenge Formula 2000 dove dimostra molta costanza e velocità in qualifica. 

### Formula 3 BRDC e Formula 3 asiatica
Nel 2020 Ushijima insieme a Kush Maini si unisce al team Hitech Grand Prix per competere nella Formula 3 BRDC. Nel suo primo anno nella serie ottiene due podi, il primo a Donington Park e il secondo a Brands Hatch. Ushijima chiude undicesimo in classifica piloti.
Nell'inverno del 2021 Ushijima partecipa al Campionato di Formula 3 asiatica con il team Hitech insieme a Roman Staněk, Ayumu Iwasa e Roy Nissany. Ottiene 45 punti e un quinto posto come miglior risultato in campionato. Nel resto del anno partecipa al Campionato GB3 sempre con il team britannico. La sua seconda stagione è molto più positiva della precedente, ottiene due vittorie entrambi sul Circuito di Silverstone e altri quattro podi. Il giapponese chiude quarto in classifica dietro a Zak O'Sullivan, Ayrton Simmons e Christian Mansell. 

### Formula 3

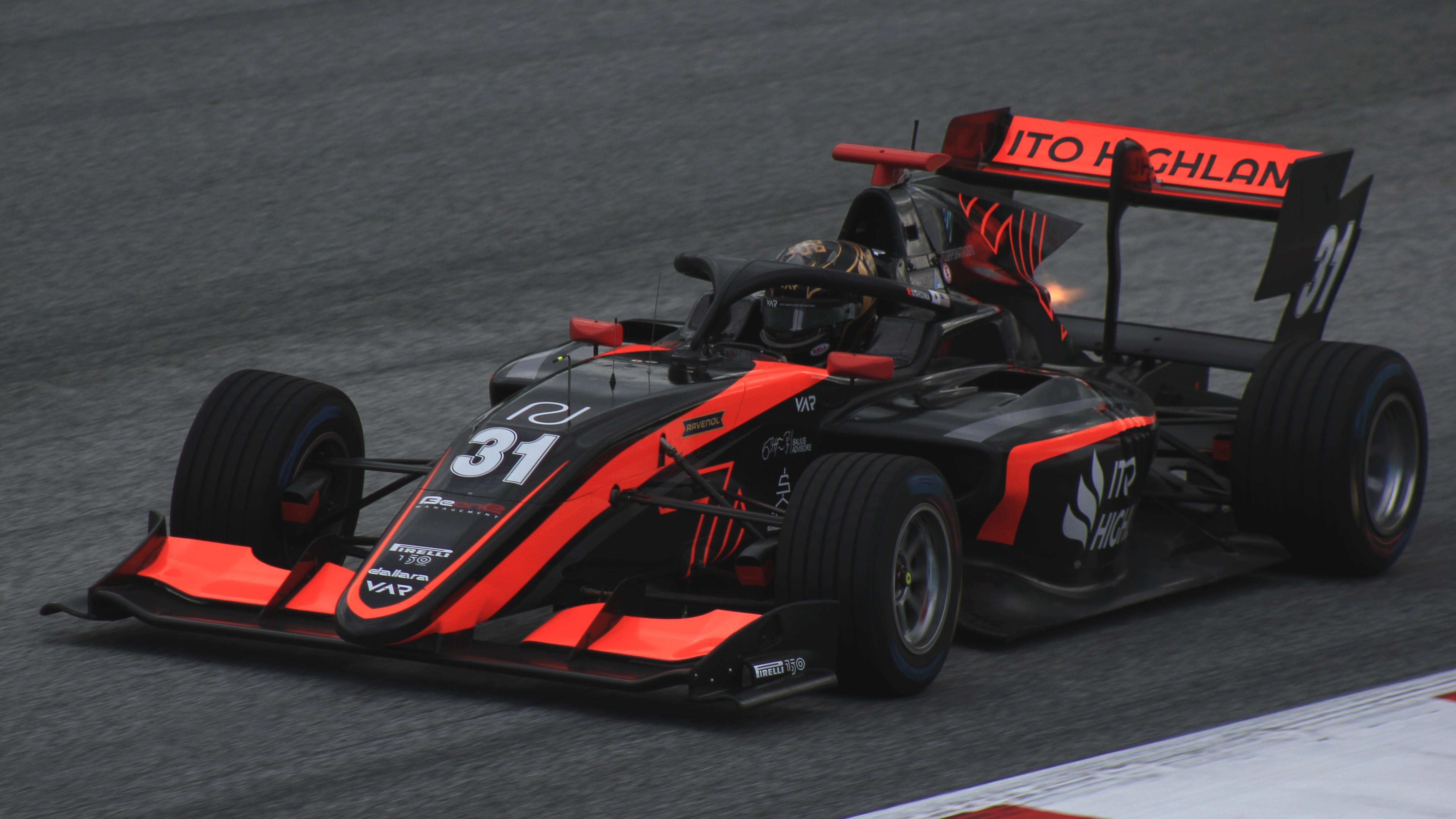
Reece Ushijima sulla Dallara F3 2019 del team Van Amersfoort Racing nel 2022

Dal 2022 si unisce alla Van Amersfoort Racing per competere nella Formula 3 con Franco Colapinto e Rafael Villagómez. Il pilota giapponese corre con licenza britannica, ottiene un solo podio in stagione sul Circuito di Silverstone arrivando terzo dietro a Isack Hadjar e Victor Martins. Ushijima ottiene tredici punti ed chiude al ventesimo posto in classifica. 

### Campionato USF Pro 2000
Nel 2023 Ushijima si sposta nel Campionato USF Pro 2000, serie propedeutica della IndyCar Series, correndo per il team Jay Howard Driver Development. Ottiene l'unico podio nella serie arrivando secondo ad Indianapolis. 

## Risultati

### Riassunto della carriera
| Stagione | Serie                      | Team                          | Gare | Vittorie | Pole | G.V | Podio | Punti | Pos. |
| -------- | -------------------------- | ----------------------------- | ---- | -------- | ---- | --- | ----- | ----- | ---- |
| 2019     | Formula Ford Winter Series | Oldfield Motorsport           | 2    | 0        | 1    | 1   | 1     | -     | NC   |
| 2019–20  | MRF Challenge Formula 2000 | MRF Racing                    | 15   | 0        | 1    | 2   | 0     | 104   | 7°   |
| 2020     | Formula 3 BRDC             | Hitech Grand Prix             | 24   | 0        | 0    | 1   | 2     | 244   | 11°  |
| 2021     | Campionato GB3             | Hitech Grand Prix             | 24   | 2        | 3    | 3   | 6     | 366   | 4°   |
| 2021     | Formula 3 asiatica         | Hitech Grand Prix             | 15   | 0        | 0    | 0   | 0     | 45    | 12°  |
| 2022     | Formula 3                  | Van Amersfoort Racing         | 18   | 0        | 0    | 0   | 1     | 13    | 20°  |
| 2023     | Campionato USF Pro 2000    | Jay Howard Driver Development | 11   | 0        | 0    | 0   | 1     | 140   | 14°  |

### Risultati Campionato GB3
(legenda) (Le gare in grassetto indicano la pole position) (Le gare in corsivo indicano Gpv)
| Stagione | Team              | 1   | 2   | 3   | 4   | 5   | 6   | 7    | 8    | 9    | 10  | 11  | 12  | 13  | 14  | 15  | 16  | 17  | 18  | 19  | 20  | 21  | 22   | 23   | 24   | Punti | Pos. |
| -------- | ----------------- | --- | --- | --- | --- | --- | --- | ---- | ---- | ---- | --- | --- | --- | --- | --- | --- | --- | --- | --- | --- | --- | --- | ---- | ---- | ---- | ----- | ---- |
| 2020     | Hitech Grand Prix | OUL | OUL | OUL | OUL | DON | DON | DON  | BRH  | BRH  | BRH | BRH | DON | DON | DON | SNE | SNE | SNE | SNE | DON | DON | DON | SIL  | SIL  | SIL  | 244   | 11°  |
| 2020     | Hitech Grand Prix | 10  | 6   | 15  | 10  | 2   | 152 | 13   | 14   | 2    | 8   | 9   | 8   | 45  | 6   | 9   | 11  | 13  | 10  | 10  | 131 | Rit | SQ   | 154  | 8    | 244   | 11°  |
| 2021     | Hitech Grand Prix | BRH | BRH | BRH | SIL | SIL | SIL | DON1 | DON1 | DON1 | SPA | SPA | SPA | SNE | SNE | SNE | SIL | SIL | SIL | OUL | OUL | OUL | DON2 | DON2 | DON2 | 366   | 4º   |
| 2021     | Hitech Grand Prix | 5   | 3   | 68  | 1   | 1   | 106 | 2    | Rit  | Rit  | 11  | 8   | 65  | Rit | 13  | 112 | 13  | 8   | 69  | 6   | 5   | 15  | 2    | 2    | 20   | 366   | 4º   |

### Risultati F3 Asia
(legenda) (Le gare in grassetto indicano la pole position) (Le gare in corsivo indicano Gpv)
| Stagione | Squadra           | 1   | 2   | 3   | 4   | 5   | 6   | 7   | 8   | 9   | 10  | 11  | 12  | 13  | 14  | 15  | Punti | Pos. |
| -------- | ----------------- | --- | --- | --- | --- | --- | --- | --- | --- | --- | --- | --- | --- | --- | --- | --- | ----- | ---- |
| 2021     | Hitech Grand Prix | DUB | DUB | DUB | ABU | ABU | ABU | ABU | ABU | ABU | DUB | DUB | DUB | ABU | ABU | ABU | 45    | 12°  |
| 2021     | Hitech Grand Prix | 10  | 11  | 6   | 10  | 13  | 6   | 12  | 11  | 10  | 10  | 5   | 6   | 8   | 9   | 10  | 45    | 12°  |

### Risultati Formula 3
(legenda) (Le gare in grassetto indicano la pole position) (Le gare in corsivo indicano Gpv)
| Anno | Team                  | 1   | 2   | 3   | 4   | 5   | 6   | 7   | 8   | 9   | 10  | 11  | 12  | 13  | 14  | 15  | 16  | 17  | 18  | Punti | Pos. |
| ---- | --------------------- | --- | --- | --- | --- | --- | --- | --- | --- | --- | --- | --- | --- | --- | --- | --- | --- | --- | --- | ----- | ---- |
| 2022 | Van Amersfoort Racing | BHR | BHR | IMO | IMO | CAT | CAT | SIL | SIL | RBR | RBR | HUN | HUN | SPA | SPA | ZAN | ZAN | MNZ | MNZ | 13    | 20°  |
| 2022 | Van Amersfoort Racing | 12  | 17  | Rit | 18  | 9   | 19  | 3   | 10  | 17  | 13  | 11  | 14  | 14  | 10  | 22  | 19  | 19  | 10  | 13    | 20°  |

### Risultati completi USF Pro 2000
(legenda) (Le gare in grassetto indicano la pole position) (Le gare in corsivo indicano Gpv)
| Stagione | Team                          | 1   | 2   | 3   | 4   | 5   | 6   | 7   | 8   | 9   | 10  | 11  | 12  | 13  | 14  | 15  | 16  | 17  | 18  | Punti | Pos. |
| -------- | ----------------------------- | --- | --- | --- | --- | --- | --- | --- | --- | --- | --- | --- | --- | --- | --- | --- | --- | --- | --- | ----- | ---- |
| 2023     | Jay Howard Driver Development | STP | STP | SEB | SEB | IMS | IMS | IRP | ROA | ROA | MOH | MOH | TOR | TOR | COA | COA | POR | POR | POR | 140   | 14°  |
| 2023     | Jay Howard Driver Development | 6   | 19  | 8   | 4   | 2   | 9   | 11  | 13  | 8   | 18  | 6   |     |     |     |     |     |     |     | 140   | 14°  |